# Književnost u 2005.
◄◄ | ◄ | 2002. | 2003. | 2004. | 2005.  | 2006. | 2007. | 2008. | ► | ►►
Arhitektura • Astronautika • Astronomija • Biologija • Film • Fotografija • Glazba • Kazalište • Kemija • Kiparstvo • Knjige • Književnost • Kršćanstvo • Meteorologija • Medicina • Planinarstvo • Politika • Pravo • Promet • Slikarstvo • Strip • Šport • Televizija • Znanost • Zrakoplovstvo • Željeznički promet
Književnost u 2005.

## Svijet

### Književna djela
- Harry Potter i Princ miješane krvi, J. K. Rowling

### Nagrade i priznanja
- Nobelova nagrada za književnost:

### Smrti
- 5. travnja – Saul Bellow, američki književnik (* 1915.)

## Vanjske poveznice
|  | Zajednički poslužitelj ima još gradiva o temi Književnost u 2005. |